# کمیته حقوق بشر سازمان ملل متحد

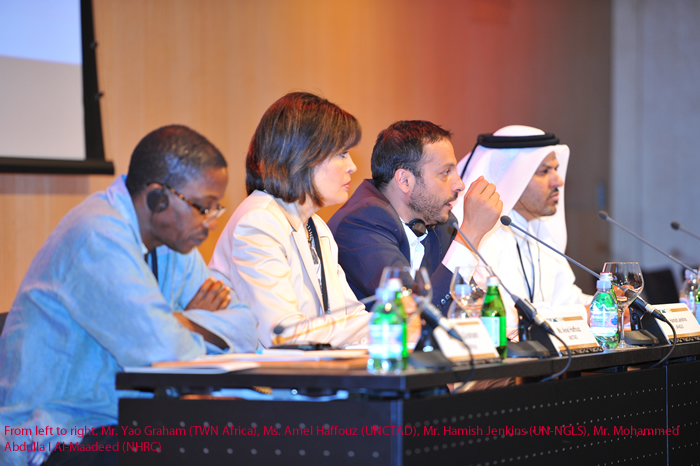
کمیته حقوق بشر سازمان ملل متحد

کمیته حقوق بشر سازمان ملل متحد (انگلیسی: United Nations Human Rights Committee) شامل ۱۸ کارشناس است که سه نوبت در سال در ساختمان سازمان ملل متحد در نیویورک و در دفتر سازمان ملل در ژنو جلسه برگزار می‌کنند.
در این جلسات پنج گزارش سالانه توسط ۱۷۳ کشور عضو سازمان ملل متحد در مورد پیروی از میثاق بین‌المللی حقوق مدنی و سیاسی، ICCPR و هر گونه تقاضای فردی مربوط به ۱۷۳ کشور عضو پروتکل اختیاری را مورد بحث و بررسی قرار می‌دهند. این کمیته یکی از ده سازمان حقوق بشر سازمان ملل است که هرکدام مسئول نظارت بر اجرای یک معاهده خاص هستند.